# Rhyncomya formosa
Rhyncomya formosa är en tvåvingeart som beskrevs av Peris 1951. Rhyncomya formosa ingår i släktet Rhyncomya och familjen Rhiniidae.
Artens utbredningsområde är Kenya. Inga underarter finns listade i Catalogue of Life.